# Børge Hermann Sørensen
Børge Hermann Sørensen (22. februar 1942 – 6. marts 2025) var igennem 23 år stadsbibliotekar i København. Sørensen var en af hovedmændene bag moderniseringen af biblioteksystemet i Baltikum efter murens fald. Ved kommunalvalget i 2009 blev han valgt ind i byrådet i Gribskov Kommune for Socialistisk Folkeparti.
Sørensen havde fire sønner og en datter, og var bosat i Gilleleje.